# Elizium
Elizium — третій студійний альбом англійської групи Fields of the Nephilim, який був випущений у жовтні 1990 року.

## Композиції
Автор слів Carl McCoy, автор музики Fields of the Nephilim (McCoy, Tony Pettitt, Paul Wright, Alexander "Nod" Wright, Peter Yates). 
| Side A | Side A                          | Side A     |
| #      | Назва                           | Тривалість |
| ------ | ------------------------------- | ---------- |
| 1.     | «(Dead But Dreaming)»           | 1:28       |
| 2.     | «For Her Light»                 | 3:01       |
| 3.     | «At the Gates of Silent Memory» | 8:24       |
| 4.     | «(Paradise Regained)»           | 2:29       |
| 5.     | «Submission»                    | 8:28       |

| Side B | Side B                              | Side B     |
| #      | Назва                               | Тривалість |
| ------ | ----------------------------------- | ---------- |
| 1.     | «Sumerland (What Dreams May Come)»  | 11:09      |
| 2.     | «Wail of Sumer»                     | 6:24       |
| 3.     | «And There Will Your Heart Be Also» | 7:37       |

## Учасники запису
- Карл МакКой — вокал
- Пол Райт — гітара
- Тоні Петтіт — басс
- Пітер Єйтс — гітара
- Олександр Райт — ударні